# Kő-hegy (Budaörs)
A Kő-hegy egy 235 méter magas hegy a Budai-hegységben, Budaörs lakott területén, a város központjától északi irányban. A Budaörsi-kopárok keleti tagja. A város már teljesen körbenőtte, az egykor itt jellemző élőhelyek már csak a csúcs körüli, egyre szűkülő területen találhatók meg, mind nehezebben őrizve a hajdani, különleges növény- és állatvilágának maradványait. A tetején álló Szeplőtelen Fogantatás kápolna nevezetes keresztény zarándokhely.

## Fekvése
A Budai-hegység középső fő tömbjében, annak nyugati részén emelkedik, a Budaörsi-hegy vonulatától délnyugatra. Nagyjából nyugat-délnyugat–kelet-északkeleti irányban húzódik Budaörs fölött. Legközelebbi szomszédja nyugat-északnyugat felől a 314 méter magas Odvas-hegy szintén meredek sziklás tömbje, amelytől a Mária-völgy határolja el, kelet felől a 253 méter magasságig emelkedő Nap-hegy, amelytől a budaörsi temető völgye választja ketté. Valamivel távolabb, északabbra emelkedik a Csíki-hegyek fő tömbje.

## Földtana
A Kő-hegy a környezetétől meredeken kiemelkedő dolomitrög; a környező hegysorok és magaslatok legjellemzőbb kőzete ugyancsak a dolomit, amely helyenként különleges sziklaformációkat képez.

## Élővilága

### Növényvilága
A hegycsúcs körzetében még a Kárpát-medencei, dolomit alapkőzetű hegységekre jellemző nyílt dolomit sziklagyepek és lejtőssztyepprétek növénytársulásai dominálnak, bár a lakott területekhez közelebb egyre feltűnőbb az élőhelyek degradációja. Az itteni sziklagyepek jellegadó, virágos növényfajai között gyakori kora tavasszal a leánykökörcsin (Pulsatilla grandis), a tavaszi hérics (Adonis vernalis), a fürtös gyöngyike (Muscari neglectum) és az apró nőszirom (Iris pumila), májusban a Sadler-imola (Centaurea sadleriana) és a cserjeszintben felbukkanó törpe mandula (Prunus tenella), nyáron pedig a harangvirágok, például a csomós harangvirág (Campanula glomerata).

### Állatvilága
A Budai-hegység különleges hüllőfajának számító pannon gyík (Ablepharus kitaibelii fitzingeri) a Kő-hegy térségében is megfigyelhető, bár gyakorinak semmiképp nem mondható. A hüllők közül leggyakrabban szem elé kerülő fajok a fali gyík (Podarcis muralis) és a zöld gyík (Lacerta viridis) illetve megfigyelhető itt rézsikló (Coronella austriaca) is. A gyepnek gazdag a rovarfaunája is, amelyben olyan, értékes sziklagyepi fajok is előfordulnak, mint a kékszárnyú sáskával (Oedipoda caerulescens), a szemölcsevő szöcske (Decticus verrucivorus) és több csüngőlepke-faj, például az acélszínű csüngőlepke (Zygaena filipendulae).

## Kultúrtörténete
A közvetlenül Budaörs központja fölött emelkedő hegy régóta része a település életének. Csúcsán kereszt, a csúcs közelében pedig kápolna áll, amely ismert zarándokhely és a város egyik jelképe. Kiépített lépcsőn könnyen megközelíthető. Gyakran tartanak itt szabadtéri passió-előadásokat, német és magyar nyelven is, de sok hosszabb túra- és kisebb sétaút útvonala is útba ejti a Kő-hegy csúcsát.

### A kő-hegyi kápolna

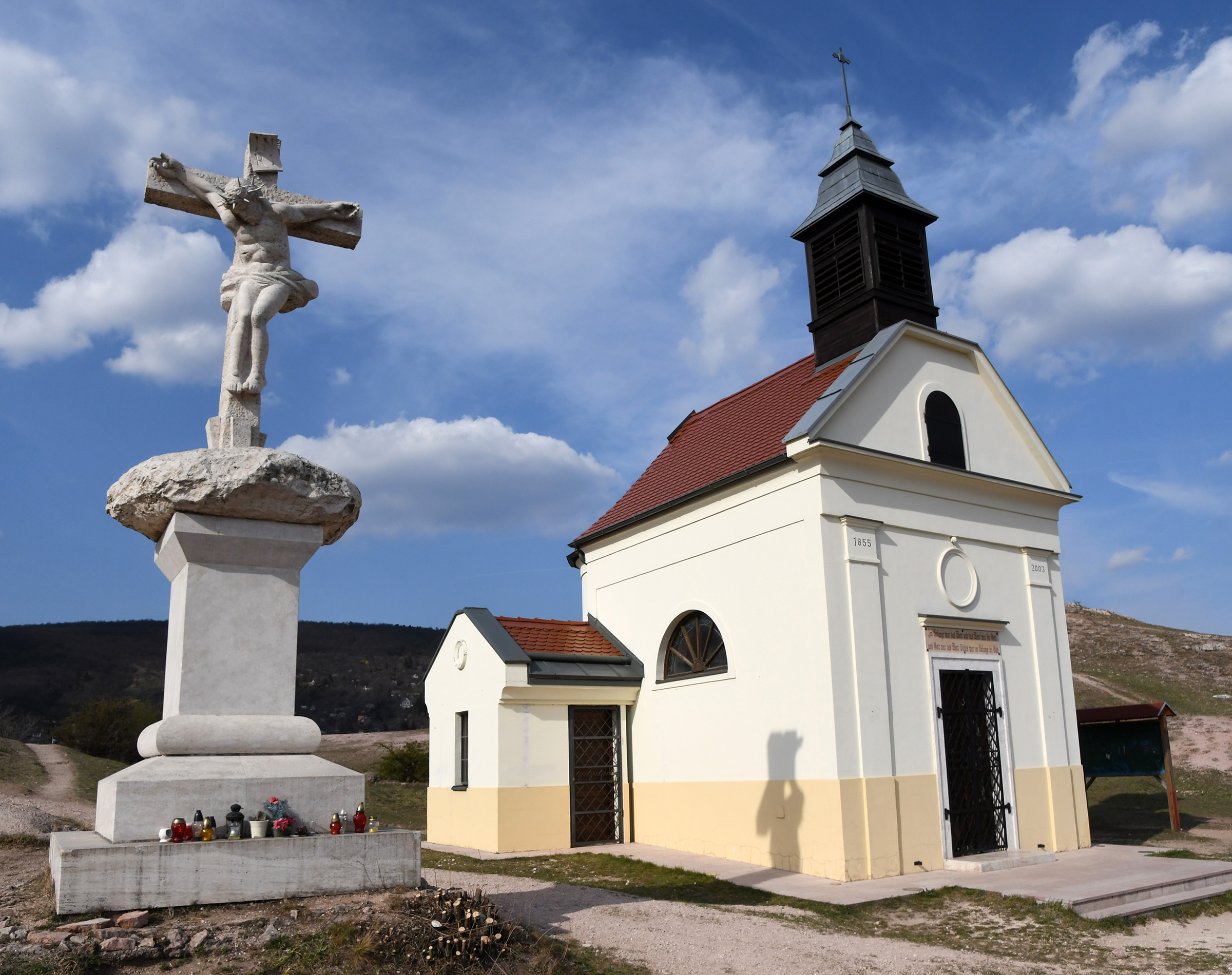
A kis kápolna

A Szeplőtelen Fogantatás nevére szentelt kápolnát Wendler Ferenc (1815–1897) építette, azt követően, hogy 1853-ban épségben átvészelt egy bányaszerencsétlenséget, illetve álmában egyszer megjelent Szűz Mária. Az építést 1855 tavaszán kezdte meg, rokonai és ismerősei segítségével, miután Scitovszky János hercegprímás, esztergomi érsek megadta erre az engedélyt; az alapkövet 1855. május 5-én Brunner János plébános rakta le. Az épület felszentelésére még abban az évben, október 15-én sor is kerülhetett, az eseményre – a hagyomány szerint – IX. Piusz pápa egy Szűz Máriát ábrázoló szobrot küldött.
Özvegységre jutva Wendler egy barlanglakást is vájt a Kő-hegy sziklájába, hogy oda költözve méltó módon tudjon gondoskodni a kápolnáról; a kereszt alakot formázó barlangot 1872-ben kezdte kivájni és az 1878-ban jutott el oda, hogy bele is lehetett költözni. A remetévé vált kápolnaépítő messze földről vonzotta Budaörsre a zarándokokat, különösen a kápolna búcsúnapjára érkeztek ide nagy tömegek. Wendler egészsége viszont megsínylette a barlangi körülményeket, látását is csaknem elvesztette, ezért András fia 1893-ban egy kis házat is épített a hegycsúcs közelébe, hogy oda költözve ápolni tudja az idős férfit. Wendler Ferenc 1897. február 21-én hunyt el, az általa emelt kápolna mögött helyezték nyugalomra.
A családfő halála után még majdnem 35 éven át a leszármazottak gondozták a kápolnát, majd 1931-ben átadták azt a helyi katolikus egyháznak. 1944-1945 közt a kápolnát több belövés is érte, amit még kijavítottak, de az 1946-ban kezdődött kitelepítéseket követően az építmény gazdátlan maradt, köveit elhordták, a Mária-szobrot is csak körülményesen tudta megmenteni az építő távoli rokona, a Komárom-Esztergom megyei Mocsán élő Kruck József.
A kápolna újjáépítésének tervei először csak 1996-ban fogalmazódtak meg, majd miután a következő évben a Mária-szobor visszakerült Budaörsre, a helyi német nemzetiségi önkormányzat a németországi testvérváros, Bretzfeld lakóinak segítségével kezdett adománygyűjtésbe. Az új alapkövet 2003-ban, napra pontosan 148 évvel az első alapkőletétel után rakták le, és a felszentelésre is napra pontosan az eredeti felszentelést követően 148 évvel, 2003. október 15-én került sor. Egy évvel később felszentelték a kápolna harangjait és a mellette álló Szentháromság-szobrot, Rákos Péter szobrászművész alkotását is. 2006-ban elkészült a kápolnához vezető lépcsősor, 2008. szeptember 14-én pedig Takács Nándor nyugalmazott székesfehérvári megyés püspök megáldotta a kápolna bal oldalán álló, Seregi József által újjáalkotott Kőkorpuszt, amelynek elődje szintén a kitelepítés után pusztult el.
A kápolnát a helyiek hívják Mária-kápolnának, illetve – az építő neve után – Wendler-kápolnának is.

## Légifelvétel galéria

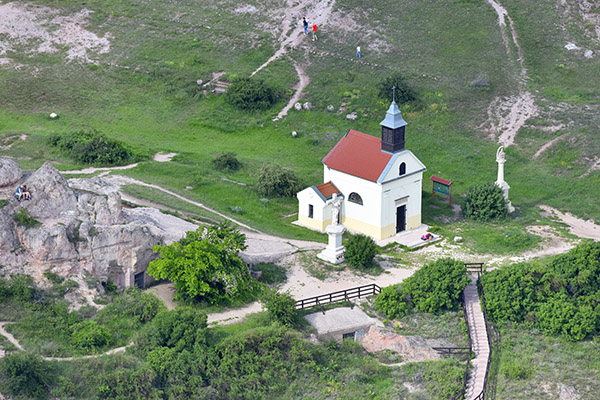
Kőhegyi kápolna, Budaörs - légi fotó
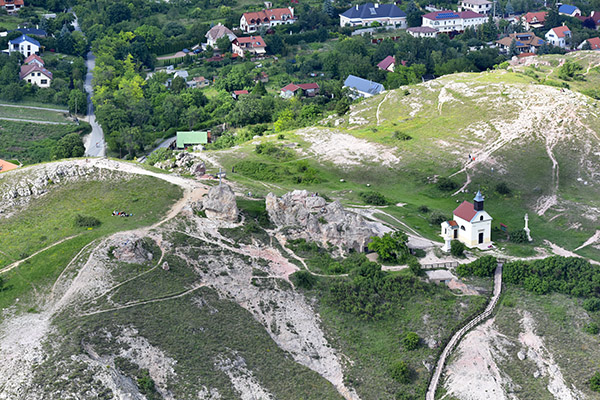
Budaőrs, Kőhegyi kápolna a magasból
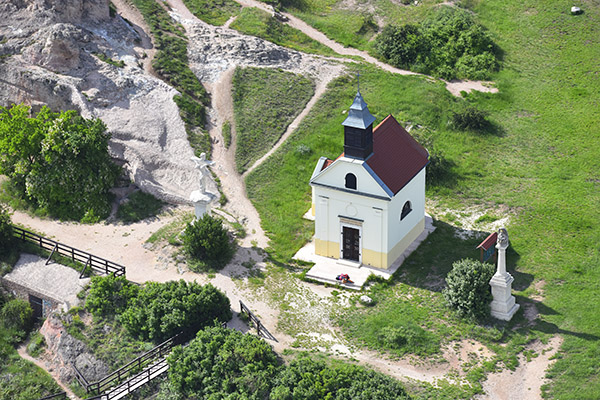
A budaőrsi Kőhegyi kápolna légi felvételen
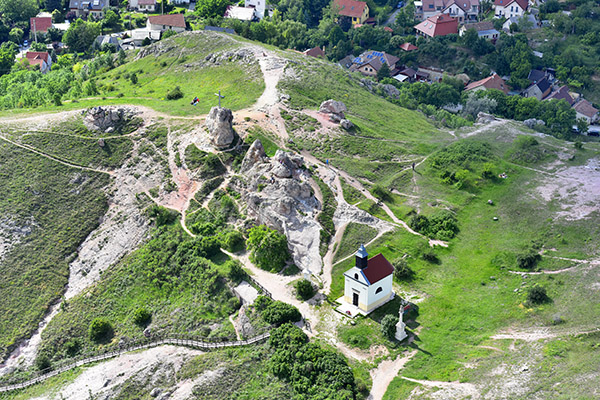
A Kőhegyi kápolna látképe madártávlatból
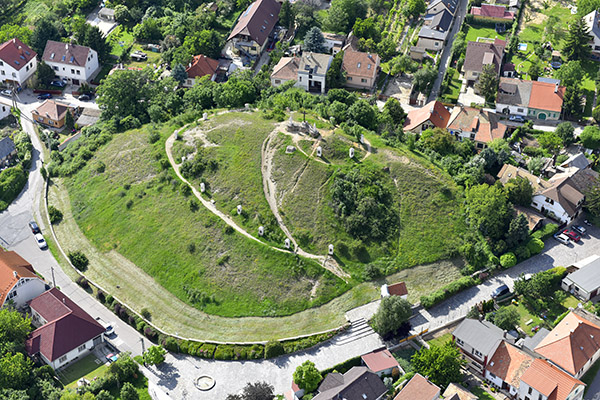
Budaőrs, kálvária a levegőből